# 足立長義
足立 長義（あだち ながよし、1856年7月16日〈安政3年6月15日〉 - 1930年〈昭和5年〉6月10日）は、日本の実業家、篤農家、教育家、政治家。鳥取県西伯郡外江村長（第7代）。

## 経歴
現在の鳥取県境港市出身。製糸業を営む。1906年3月から1907年8月まで外江村長をつとめる。高等科設置、校地拡張、校舎増築等教育面で尽力する。また外江村会議員、外江村学務委員、小学校長をつとめる。

## 人物
第4代外江村長足立長重の弟である。住所は鳥取県西伯郡外江村（現・境港市外江町）。
『西伯之資力 大正11年10月調』によれば、地価所有高は588円5銭である。